# Max-flow-min-cut-stelling
De max-flow-min-cut-stelling is een stelling in de optimalisatietheorie over de maximum flow in netwerken.
Hij is afgeleid van de Stelling van Menger. De stelling luidt:
De maximale hoeveelheid van flow is gelijk aan de minimale capaciteit van een s-t-snede.
Informeel zegt de stelling dat de maximale flow in een netwerk bepaald wordt door de 'bottleneck': het is onmogelijk dat er tussen twee knopen meer data stroomt dan de zwakste verbinding ergens tussen deze twee knopen.

## Definitie
Stel dat {\displaystyle G(V,E)} een eindige gerichte graaf is met knopenverzameling {\displaystyle V} en bogenverzameling {\displaystyle E}. Elke boog {\displaystyle (u,v)\in E} heeft een (niet negatieve) capaciteit {\displaystyle c(u,v)}. Er zijn twee bijzondere knopen: de bron (source) {\displaystyle s} en de uitgang (sink) {\displaystyle t}.
Een s-t-snede is een partitie van de knopenverzameling in 2 verzamelingen {\displaystyle S} en {\displaystyle T} zodat {\displaystyle s} zich in {\displaystyle S} bevindt en {\displaystyle t} zich in {\displaystyle T} bevindt. Er zijn zo
{\displaystyle 2^{|V|-2}} dergelijke deelverzamelingen van een graaf.
De capaciteit van een snede {\displaystyle (S,T)} is gelijk aan de som van de capaciteit van de bogen die vertrekken in {\displaystyle S} en eindigen in {\displaystyle T}:
{\displaystyle c(S,T)=\sum _{u\in S,v\in T|(u,v)\in E}c(u,v)},
Een stroming in het netwerk is een afbeelding {\displaystyle x\colon E\to \mathbb {R} ^{+}}, aangeduid als {\displaystyle x_{ij}}, die voldoet aan de voorwaarden:
1. {\displaystyle 0\leq x_{ij}\leq c_{ij}} voor elke {\displaystyle (i,j)\in E} (capaciteitsvoorwaarde);
2. {\displaystyle \sum _{j:\,\,(i,j)\in E}x_{ij}-\sum _{j:\,\,(j,i)\in E}x_{ji}=0} (behoud van stroming) voor elke {\displaystyle i\in A\setminus \{s,t\}}; als {\displaystyle i=s} is deze som gelijk aan {\displaystyle f} (de bron "produceert" stroming) en als {\displaystyle i=t} is deze som gelijk aan {\displaystyle -f} (de uitgang "verbruikt" stroming) voor een zekere {\displaystyle f\geq 0}.

Het maximum-flow-probleem is: vind een {\displaystyle x} waarvoor {\displaystyle f} maximaal is. De stelling zegt dat de maximale stroming die kan stromen van de source naar de sink gelijk is aan de minimale capaciteit van alle s-t-sneden van het netwerk. De stelling werd door Ford en Fulkerson in 1956 bewezen; zij ontwikkelden het eerste algoritme om de maximum flow in een netwerk te berekenen.
De volgende 3 condities zijn equivalent:
1. {\displaystyle f} is een maximale flow in {\displaystyle G}
2. Het residuële netwerk {\displaystyle G_{f}} bevat geen augmenterende paden.
3. {\displaystyle |f|=c(S,T)} voor elke snede van {\displaystyle (S,T)}.

## Voorbeeld

Een netwerk met maximale flow, en 3 minimale snedes.

Beschouwen we een netwerk met de knopen {\displaystyle V=\{s,o,p,q,r,t\}}, en een totale flow van de bron {\displaystyle s} naar de uitgang {\displaystyle t}  van 5, dat het maximale is in dit netwerk.
Er zijn 3 minimale snedes in dit netwerk:
| Snede                                   | Capaciteit                          |
| --------------------------------------- | ----------------------------------- |
| {\displaystyle S=\{s,p\},T=\{o,q,r,t\}} | {\displaystyle c(s,o)+c(p,r)=3+2=5} |
| {\displaystyle S=\{s,o,p\},T=\{q,r,t\}} | {\displaystyle c(o,q)+c(p,r)=3+2=5} |
| {\displaystyle S=\{s,o,p,q,r\},T=\{t\}} | {\displaystyle c(q,t)+c(r,t)=2+3=5} |
Bemerk dat {\displaystyle S=\{s,o,p,r\},T=\{q,t\}} geen minimale snede is, zelfs als beide 
{\displaystyle (o,q)} en {\displaystyle (r,t)} gesatureerd zijn in de gegeven flow.
Dit doordat in het residuële netwerk {\displaystyle G_{f}} er een boog (r,q) bestaat met capaciteit 
{\displaystyle c_{f}(r,q)=c(r,q)-f(r,q)=0-(-1)=1}.